# Nervilia cumberlegei
Nervilia cumberlegei là một loài thực vật có hoa trong họ Lan. Loài này được Seidenf. & Smitinand mô tả khoa học đầu tiên năm 1965.